# Pachydactylus robertsi
Espèce
Pachydactylus robertsi est une espèce de geckos de la famille des Gekkonidae.

## Répartition
Cette espèce est endémique du Karas en Namibie.

## Étymologie
Cette espèce est nommée en l'honneur d'Austin Roberts.

## Publication originale
- FitzSimons, 1938 : Transvaal Museum Expedition to South-West Africa and Little Namaqualand, May to August 1937 - Reptiles and Amphibians. Annals of the Transvaal Museum, vol. 19, n. 2, p. 153-209 (texte intégral).